# Кукушили
Кукуши́ли (монг. Хөх шил; тиб. ཁུ་ཁུ་ཞིལ།; кит. трад. 可可西里山, пиньинь Kěkěxīlǐ Shān) — горный хребет в Китае, в северной части Тибетского нагорья. Южная часть системы Куньлуня. С 2017 года — памятник Всемирного наследия.
Протяжённость хребта составляет около 800 км. Высоты увеличиваются с востока на запад, максимальная — 6615 м. Хребет состоит из отдельных, беспорядочно расположенных массивов с уплощёнными вершинами, покрытыми каменными развалами. Наиболее высокие массивы покрыты ледниками. Подножие полого спускается к высоким (4500—5000 м) равнинам с многочисленными озёрами, отчего система в целом не производит впечатления высокогорья. Основной тип ландшафта — высокогорная холодная пустыня.